# 아토피 피부염
아토피 피부염 또는 아토피성 피부염(atopic dermatitis, AD, atopic eczema)은 원인이 분명하지 않은 피부염으로 자가면역질환의 일종이다. 증상은 여느 피부염의 증상과 비슷하다. 유아와 성인의 기전이 다르다. 유아의 경우 대부분 음식에서 비롯되지만 그 기전이 일반적인 음식 알레르기성 피부염과 다르다. 유아일 때 치료를 하지 않으면 알레르기 행진을 통해 형질화된다. 영향을 받은 부위에서 맑은 액체가 나올 수 있으며, 이는 시간이 지나면서 두꺼워지는 경우가 많다. 이 상태는 모든 연령대에서 발생할 수 있지만 일반적으로 어린 시절에 시작되며 수 년에 걸쳐 심각도가 변한다. 1세 미만의 어린이의 경우 신체의 많은 부분이 영향을 받을 수 있다. 아이들이 나이가 들면서 무릎과 팔꿈치 안쪽 부위가 가장 흔하게 영향을 받는다. 성인의 경우 손과 발이 가장 일반적으로 영향을 받는다. 환부를 긁으면 증상이 악화되고 환부에 피부 감염 위험이 높아진다. 아토피 피부염이 있는 많은 사람들은 꽃가루 알레르기나 천식을 앓는다.
원인은 알려져 있지 않지만 유전, 면역계 기능 장애, 환경 노출, 피부 투과성 문제와 관련된 것으로 여겨진다. 일란성 쌍둥이 중 한 명이 영향을 받으면 다른 한 명이 이 질환을 앓을 확률이 85%이다. 도시와 건조한 기후에 사는 사람들이 더 일반적으로 영향을 받는다. 특정 화학 물질에 노출되거나 손을 자주 씻으면 증상이 악화된다. 정서적 스트레스가 증상을 악화시킬 수 있지만 원인은 아니다. 장애는 전염되지 않는다. 진단은 일반적으로 징후와 증상을 기반으로 한다. 진단을 내리기 전에 제외해야 하는 다른 질병으로는 접촉성 피부염, 건선, 지루성 피부염 등이 있다.
치료 방법에는 상태를 악화시키는 일을 피하고, 이후 보습 크림을 바르고 매일 목욕을 하고, 발적이 발생할 때 스테로이드 크림을 바르고, 가려움에 도움이 되는 약물을 사용하는 것이 있다. 일반적으로 질병을 악화시키는 것은 양모 의류, 비누, 향수, 염소, 먼지 및 담배 연기이다. 광선 요법은 일부 사람들에게 유용할 수 있다. 칼시뉴린 억제제를 기본으로 하는 스테로이드 알약이나 크림은 다른 조치가 효과가 없는 경우 때때로 사용될 수 있다. 세균 감염이 발생하면 항생제(경구 투여, 또는 국소 부위 투여)가 필요할 수 있다. 식이 변화는 음식 알레르기가 의심되는 경우에만 필요하다.
아토피 피부염은 약 20%의 사람들에게 일생의 어느 시점에 영향을 미친다. 어린 아이들에게 더 흔하다. 남성과 여성이 똑같이 영향을 받는다. 많은 사람들이 상태 이상으로 성장한다. 아토피 피부염은 때로 습진이라고도 하며, 이는 더 큰 피부 상태를 의미하기도 한다. 다른 이름에는 "유아 습진", "굴곡 습진", "베스니어 가려움증", "알레르기 습진", "신경 피부염"이 있다.

## 징후 및 증상
전신에 걸쳐 건조하며 비늘과 비슷한 느낌의 피부가 나타나며, 팔이나 다리, 얼굴 및 목의 굴곡부에 형성되는 심하게 가려운 붉고 반점이 있으며 융기된 병변이 있다.